# 万福寺 (足立区)
萬福寺（まんぷくじ）は、東京都足立区にある真言宗豊山派の寺院。

## 概要
創建年代は不明であるが、1478年（文明10年）の板碑があることをもって、室町時代中期には既に存在していたと推測される。
幕末期より寺子屋が置かれ、明治時代に小学校「竹嶋学校」が置かれた。「竹嶋」は竹の塚村と島根村の子弟を対象とすることからきている。

## 交通アクセス
- 竹ノ塚駅より徒歩10分（経路案内）。